# Epipaschiinae
Epipaschiinae (лат.) — подсемейство чешуекрылых насекомых из семейства огнёвок.

## Описание
Основная окраска крыльев коричневая с характерным рисунком в виде чётко выраженного белого, серого, желтоватого, тёмно-коричневого срединного поля или розово-коричневого с коричнево-бурым внешним полем.

## Систематика
В составе подсемейства:
- роды: Accinctapubes — Acecidipta — Agastophanes — Ajacania — Ajocara — Alippa — Anaeglis — Anarnatula — Anexophana — Apocera — Araeopaschia — Asopina — Astrapometis — Attacapa — Auradisa — Austropaschia — Axiocrita — Balanotis — Belonepholis — Benta — Bibasilaris — Cacozelia — Calinipaxa — Calybitia — Canipsa — Carthara — Catalaodes — Catamola — Cecidipta — Chloropaschia — Coenodomus — Craneophora — Dasyvesica — Deuterollyta — Doddiana — Dyaria — Earoctenis — Edeta — Elisabethinia — Enchesphora — Epilepia — Epipaschia — Eublemmodes — Eutrichocera — Exacosmia — Genopaschia — Geropaschia — Glossopaschia — Hemimatia — Heminomistis — Heterobella — Homura — Hyperbalanotis — Incarcha — Isolopha — Jocara — Jocarula — Katona — Lacalma — Lameerea — Lamida — Lanthaphe — Lepidogma — Lepipaschia — Leptoses — Leptosphetta — Lista — Locastra — Loma — Macalla — Matalia — Mazdacis — Mediavia — Micropaschia — Milgithea — Mimaglossa — Mochlocera — Neopaschia — Noctuides — Nouanda — Nyctereutica — Obutobea — Odontopaschia — Oedomia — Omphalepia — Omphalota — Oneida — Orthaga — Orthotrichophora — Oxyalcia — Pandoflabella — Pannucha — Paracme — Paranatula — Parasarama — Parastericta — Parorthaga — Peplochora — Phialia — Phidotricha — Plumiphora — Plutopaschia — Pococera — Pocopaschia — Poliopaschia — Polylophota — Proboscidophora — Proropoca — Pseudocera — Pseudolocastra — Pseudomacalla — Pycnulia — Quadraforma — Rhynchopaschia — Roeseliodes — Salma — Saluda — Sarama — Schoutedenidea — Scopocera — Sialocyttara — Sparactica — Spectrotrota — Speiroceras — Stenopaschia — Stericta — Sultania — Taiwanastrapometis — Tallula — Tancoa — Tapinolopha — Taurica — Teliphasa — Termioptycha — Tetralopha — Tineopaschia — Tioga — Titanoceros — Toripalpus — Trichotophysa — Wanda — Winona — Xenophasma — Yuma